# Terrain Coulter
Le Terrain Coulter est un stade omnisports canadien (principalement utilisé pour le football canadien) situé à Lennoxville, arrondissement de la ville de Sherbrooke, au Québec.
Le stade, doté de 2 200 places et qui appartient à l'Université Bishop's, sert d'enceinte à domicile pour l'équipe universitaire des Gaiters, ainsi que de terrain d'entraînement pour l'équipe de football canadien des Alouettes de Montréal.

## Histoire
Le stade porte le nom de Bruce Coulter, l'entraîneur de l'équipe de football canadien des Gaiters entre 1962 et 1990 et membre du Temple de la renommée du football canadien.